# Ransuilen
Ransuilen is een hoorspel van Gerrit Pleiter. De NCRV zond het uit op maandag 19 september 1977 (met een herhaling op maandag 25 september 1978). De regisseur was Ab van Eyk. De uitzending duurde 32 minuten.

## Rolbezetting
- Hans Karsenbarg (Rapsodie)
- Erik Plooyer (Bunk)
- Liz Baccala (meisje)
- Jan Wegter (man)

## Inhoud
Een soldaat staat op wacht. In de donkere nacht herinnert hij zich gesprekken met collega’s en fragmenten uit een boek over het afwerpen van de eerste atoombom. Het is alsof hij zelf meevliegt met de bommenwerper op weg naar Hiroshima. Kan hij weigeren?